# Совет президентского руководства
Совет президентского руководства (араб. مجلس القيادة الرئاسي) — исполнительный орган международно признанного правительства Йемена, сформированный 7 апреля 2022 года по итогам межйеменских переговоров. Совет возглавляет Ришад Мухаммад Аль-Алими, в его состав входят восемь человек, трое из них – представители Южного переходного совета. Согласно указу, все полномочия президента и вице-президента были переданы этому совету, однако он также наделяет председателя широкими личными полномочиями, включая возможность в одностороннем порядке командовать вооруженными силами и назначать губернаторов и других ключевых должностных лиц.

## Члены
Ришад аль-Алими - председатель, бывший советник президента Абдраббу Мансура Хади.
Айдарус аз-Зубайди - заместитель председателя, нынешний президент и командующий Южным переходным советом и фактический лидер Южного движения в Йемене.
Тарик Салех - заместитель председателя, йеменский военачальник и племянник покойного президента Али Абдаллы Салеха. Является лидером Йеменского национального сопротивления.
Султан Али аль-Арада - заместитель председателя, губернатор мухафазы Мариб. Является членом «Аль-Ислах».
Абдулла аль-Алими Бавазир - заместитель председателя. Был одним из приближенных Хади. Является  членом "Аль-Ислах".
Абдуррахман аль-Махрами  (известный как Абу Зараа аль-Махрами) - член парламента, также возглавляет «Бригады южных гигантов». Является членом Южного переходного совета.
Осман Хусейн Файед Мегали - член парламента, законодатель и один из оппозиционных племенных лидеров в Сааде, главном оплоте хуситов.
Фарадж Салмин аль-Бахсани - член парламента, бывший губернатор Хадрамаута и бывший командующий вторым военным округом, действующим в мухафазе. В мае 2023 года он был назначен заместителем председателя Южного переходного совета.